# Клаузен, Оскар Андреевич
Оскар Андреевич (Генрихович) Клаузен (1848 (1849 ?) — 1891, Лондон) — российский гражданский инженер и архитектор, работавший в Екатеринославе, Крыму и Петербурге во второй половине XIX века. Работал в стилях эклектика, неоготика.

## Биография
Происходил из семьи русских немцев. В 1873 году окончил Петербургское строительное училище с присвоением чина губернского секретаря. По окончании зачислен в штат Технико-строительного комитета МВД. Руководил работами по строительству участка Киево-Брестской железной дороги, после чего занялся частной архитектурной практикой в Санкт-Петербурге. Во второй половине 1870-х годов занимал должность городского архитектора Екатеринослава. Позднее возвратился в Петербург, занимал на протяжении 2 лет должность младшего архитектора губернского правления Петрозаводска. В 1880-х годах по семейным обстоятельствам переселяется в Симферополь, где занимался проектированием частных и общественных зданий Позднее вышел в отставку и прекратил архитектурную деятельность в связи с потерей слуха. В 1887—1891 годах находился на лечении за границей. Находясь в отставке, занимается разработкой приборов отопления. Предложил бездымную передвижную печь, которая была награждена 8 медалями на разных выставках, в том числе золотой медалью по печному делу на Всемирной выставке в Париже в 1889 году. Награждён золотой медалью Берлинской академии наук, почетный член Берлинской академии наук.

## Проекты и постройки[2]

### Санкт-Петербург
- Доходный дом Л. И. Бреше (1874, Средний проспект Васильевского острова, 42)[3].
- корпуса Бумагопрядильной фабрики Кенига (1874—1875).
- перестройка и новый корпус доходного дома Вейдле (1875, Большая Морская улица, 4)[сн 1][5]

### Другие города
- Каменные торговые ряды на Троицком базаре в Екатеринославе (вторая половина 1870-х, не сохранились)[6].
- Александро-Невская церковь при Симферопольской мужской казённой гимназии (1880—1882, утрачена).
- Проект планировки «Нового города» на Султанском лугу в Симферополе (1880-е).
- Дворец графа Монжене близ Симферополя (Пионерское, Симферопольского района). (1880-е, в аварийном состоянии)[7].
- Дом-усадьба генерал-лейтенанта Э. Ф. Кесслера (Ферсманово, Симферопольского района). (1880-е, отреставрирован[7]). Объект культурного наследия народов РФ регионального значения. Рег. № 911710855930005 (ЕГРОКН)

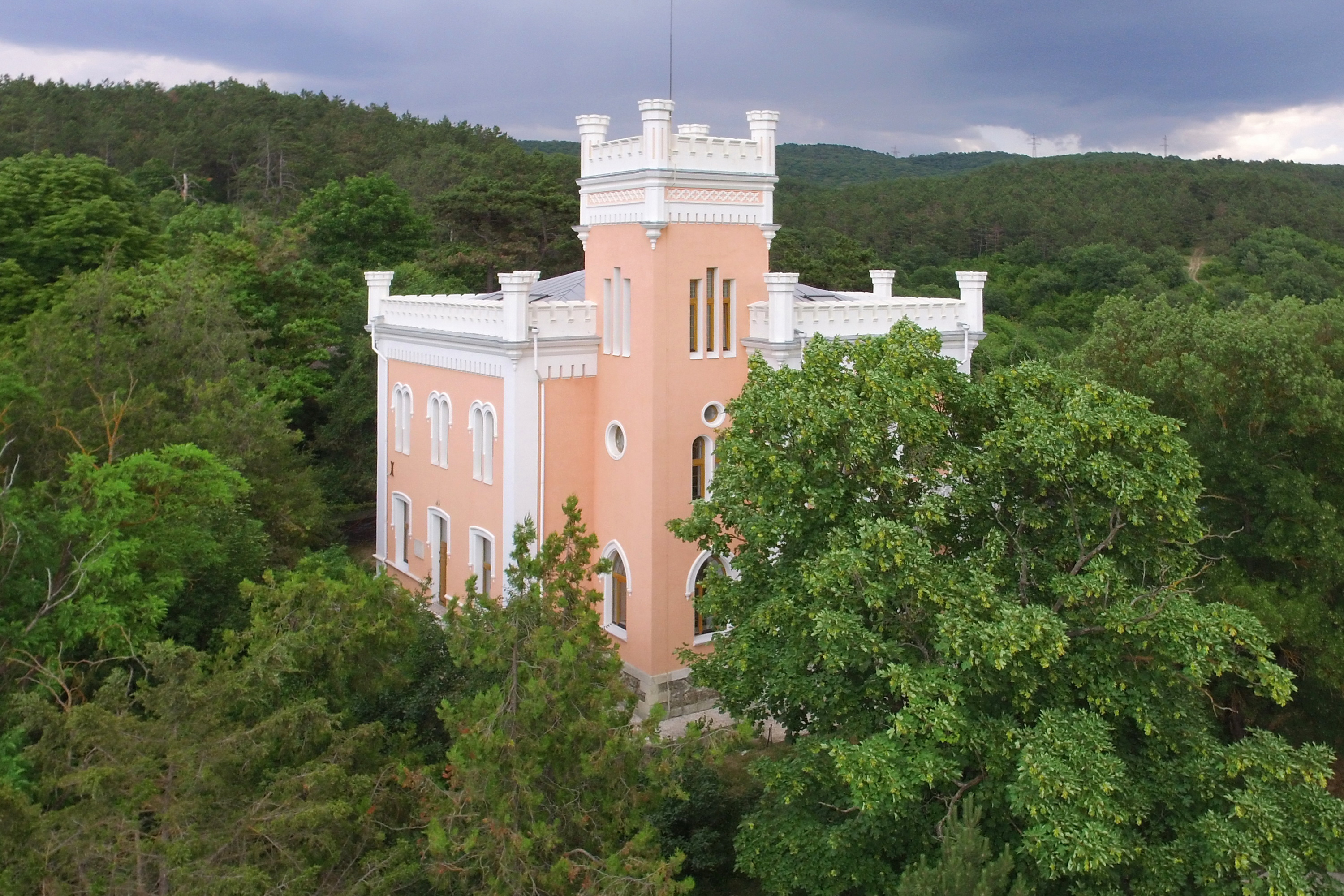
Усадьба Кесслеров-Ферсманов, Ферсманово,  Объект культурного наследия народов РФ регионального значения. Рег. № 911710855930005 (ЕГРОКН)
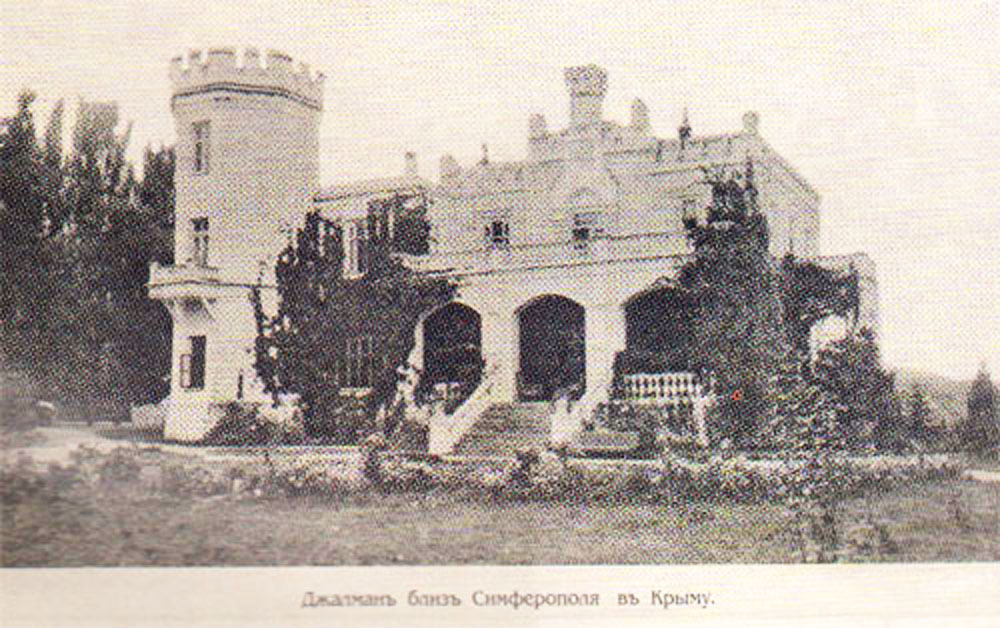
Усадьба Монжене, фото 1913 года
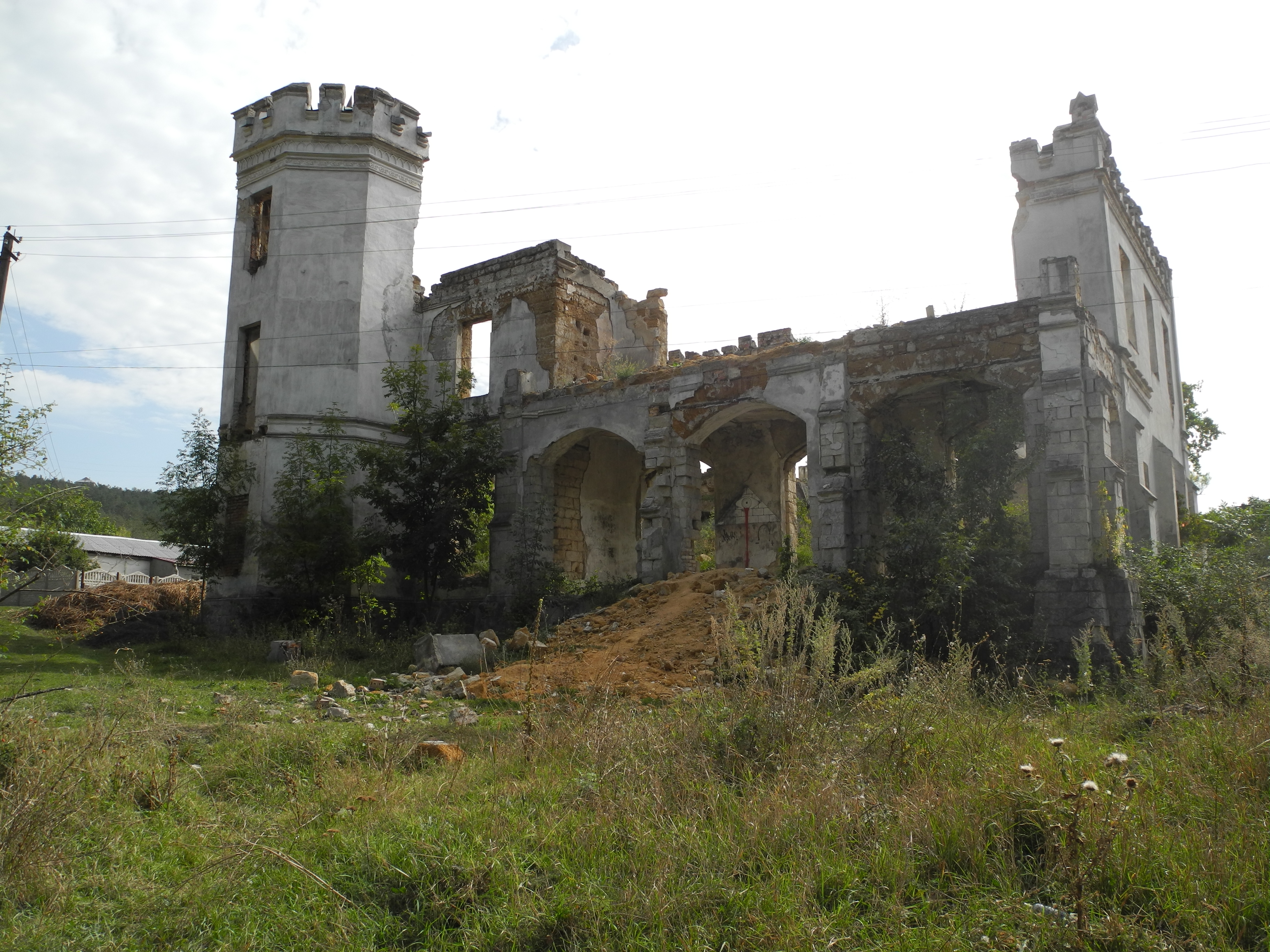
Современное состояние
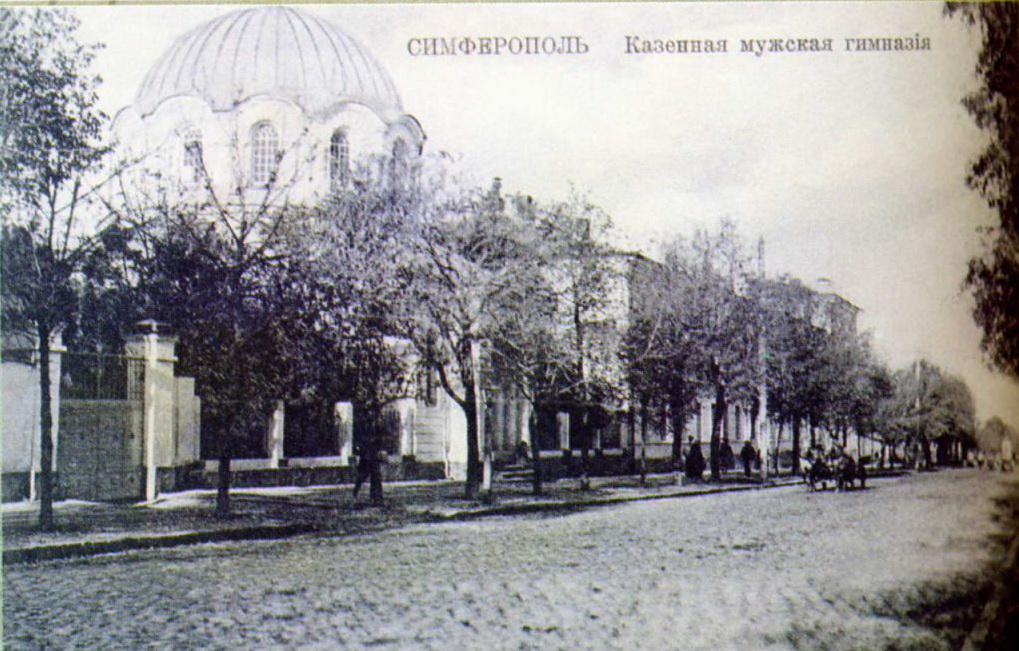
Церковь Симферопольской казенной мужской гимназий. Утрачена.

## Комментарии
1. ↑  В журнале Зодчий за 1875 год[4] помещён отзыв: «На Большой Морской, близ главного штаба, перестроен небольшой дом г. Вейдле архитектором Клаузеном. Домик стоит на таком месте, что пройти его молчанием нельзя: он отстроен замечательно скоро и три средние этажа недурны, но на пятом молодой художник увлекся и построил кронштейны такой величины, что между ними упрятался весь 5-й этаж. Об окраске и бронзировке говорить уже не будем: это, быть может, фантазия или каприз домовладельца.»